# Le Boulanger de Valorgue
Pour plus de détails, voir Fiche technique et Distribution.
Le Boulanger de Valorgue est un film franco-italien réalisé par Henri Verneuil et sorti en 1953.

## Synopsis
Justin, fils de Félicien Hébrard, boulanger de Valorgue (village fictif provençal), courtise Françoise, la fille de l'épicière. Il est affecté en Afrique du Nord pour la durée de son service militaire. Françoise s'apercevant qu'elle est enceinte, fait l'objet de réflexions, notamment de sa mère, puisque les jeunes gens ne sont pas encore mariés. C'est pourquoi, Françoise quitte le village et revient dix mois plus tard, avec son bébé.
Les soupçons de la paternité se portent bien évidemment sur Justin, toujours absent. Félicien ne se fait pas à l'idée que son fils soit bel et bien le père, ayant péché avant d'avoir épousé la jeune fille, et n'informe pas Justin de la situation. De surcroît, personne au village ne pense à le mettre au courant.
Les commentaires vont bon train, et ceci provoque bientôt une véritable tension entre les villageois, qui se scindent en deux clans : « les boulangiéristes » et les « épiciéristes ». Le boulanger en vient à refuser de vendre son pain aux « épiciéristes », menaçant ainsi d'affamer la moitié du village. L'affaire s'envenime encore un peu lorsque le maire décide de relancer l'utilisation de l'ancien four communal. Il confie la fabrication du pain au facteur maladroit et un peu alcoolique, mais cela se solde par un incendie.
Se sentant tout autant responsable du climat délétère régnant au village, que rejetée par tous, Françoise s'enfuit avec l'enfant en Italie, dans le village d'origine de sa famille. Tous la cherchent. Une battue est organisée à laquelle tous les villageois prêtent leur concours, mais elle reste introuvable.
Le curé révèle alors à Félicien où se trouve la jeune fille. Le boulanger se lance à la recherche de Françoise et de son petit-fils. Il arrive à convaincre la jeune maman de son affection et de son désir de la voir revenir au village. Pendant son absence, le préfet a fait réquisitionner la boulangerie et confié lui aussi la fabrication du pain au facteur. Félicien le chasse et se remet au travail.
À la demande du sous-préfet, Justin bénéficie d'une permission et revient au village. Son père lui explique la situation, puisqu'il l'ignorait. La famille se rend alors chez la mère de Françoise pour demander sa main. Les jeunes amoureux se marient.

## Fiche technique
- Titre : Le Boulanger de Valorgue
- Réalisation : Henri Verneuil
- Scénario : Yves Favier, Pierre Lozach
- Adaptation : Jean Manse
- Dialogues : Yves Favier, Jean Manse
- Assistant réalisateur : Gérard Ducaux-Rupp
- Photographie : Charles Suin
- Cadreur : Marcel Franchi
- Son : William-Robert Sivel
- Montage : Christian Gaudin
- Décors : Robert Giordani, assisté de Jean Mandaroux et Jacques d'Ovidio
- Musique : Nino Rota
- Direction musicale : Raymond Legrand - éditions musicales : Le Troubadour
- Photographe de plateau : Gaston Thonnard
- Scripte : Charlotte Pecqueux-Lefèvre
- Production : Jacques Bar
- Sociétés de production : Cité Films, Fidès (Paris) - Peg Production (Rome)
- Directeur de production : Walter Rupp
- Distribution : Cocinor (Compagnie Cinématographique du Nord)
- Tournage : du 22 septembre au 15 novembre 1952, studios Franstudio de Saint-Maurice
- Laboratoire : Lianofilm
- Pays de production :   France |  Italie
- Langue : français
- Format : Noir et blanc — 35 mm — 1,37:1 — Son : Mono (Enregistrement Artec, Western Electric)
- Genre : Comédie dramatique
- Durée : 107 minutes
- Date de sortie :
  - France :  27 février 1953

## Distribution
- Fernandel : Félicien Hébrard, le boulanger
- Jean Gaven : l'abbé Daniel
- Pierrette Bruno : Françoise Zanetti, la fille de l'épicière
- Georges Chamarat : Monsieur Aussel, le receveur des postes
- Edmond Ardisson : Evariste, le facteur bègue et alcoolique
- Madeleine Sylvain : Clotilde Hébrard, la femme du boulanger
- Leda Gloria : Madame Zanetti, l'épicière
- Mag-Avril : Mademoiselle Négrel, la vieille fille
- Henri Vilbert : le maire
- Francis Linel : Justin Hébrard, le fils du boulanger
- Antonin Berval : Noël Courtade, dit "Courtecuisse"
- Fernand Sardou : le brigadier
- René Génin : Arnaud, le secrétaire et le chef de la fanfare
- Mado Stelli : Mademoiselle Félicie Blanc
- Manuel V. Gary : le receveur du car
- André Carnège : le sous-préfet
- Jean Mello : le gendarme Delcasse
- Georges Briquet : le reporter
- Géo Georgey : le boucher
- Henri Arius : le forgeron
- Jenny Hélia : Prudence
- José Casa : le garde-champêtre
- Marthe Marty
- Luigi Giaccone
- Iole Silvani
- Luigi Rumbo
- Angelo Cecchelin
- Pierre Vinassac
- Joël Nicolas : le bébé (scènes d'extérieur)

## Lieux de tournage
Les extérieurs ont été tournés à Mimet 13105 - le village fictif de Valorgue, à la gare de Simiane - scène de la gare en Italie, à Fuveau et alentours - scènes en Italie, notamment la ferme.

## À noter
- Il existe aussi une version colorée du film